# Cuentos Borgeanos
Cuentos Borgeanos est un groupe de rock alternatif argentin. Il est formé en 2002 par Abril Sosa (ancien batteur de Catupecu Machu) au chant et en tant que leader du groupe, Agustín Rocino (batteur de Catupecu Machu) à la basse, Diego López Santana à la guitare, et Lucas Gato Hernandez à la batterie. En 2010, le groupe annonce sa séparation avant de revenir en 2012 en trio avec des musiciens invités.

## Biographie

### Débuts (2002–2008)
Cuentos Borgeanos est lancé comme projet parallèle d'Abril Sosa, à cette période membre de Catupecu Machu, jusqu'au milieu de l'année 2002. Au sommet de la popularité de Catupecu, Abril décide de quitter le trio pour consolider son groupe.
En 2002, ils sortent indépendamment leur premier album, Fantasmas de lo nuevo, qui fait participer Gabriel Ruiz Díaz (bassiste et producteur de Catupecu Machu) à la production. L'album comprend des morceaux avec des « touches littéraires » et des inclinations au fanatisme d'Abril de Jorge Luis Borges et d'autres écrivains, et avec des morceaux qui lanceront le hardcore mélodique et le ska punk.
Produit par Cuentos Borgeanos et Gabriel Ruiz Díaz, Misantropia est le nom de leur deuxième album, sorti à la fin de 2004 chez Iguana Records (label alternatif de BMG) le 26 octobre 2004. L'album est présenté en avant-première au festival Quilmes Rock, et découle un single intitulé Estoico. Avec l'album, Cuentos commence à se faire connaitre dans la scène rock nationale, apparaissant dans divers festivals tels que le Quilmes Rock, et le Pepsi Music. Après diverse concerts dans les théâtres et les bars de Buenos Aires, ils commencent à ouvrir pour des groupes internationaux (comme par exemple Yellowcard au mythique Luna Park). En 2005, ils sont nommés meilleur nouveau groupe aux MTV Video Awards Latinoamérica.
En 2007, le groupe sort son troisième album, Felicidades, produit par Pablo Romero (Árbol) et édité par EMI. Sur cet album, le morceau Eternidad y océano se démarque. Cette année, le 10 octobre, ils se produisent aux Pre-Premios MTV 2007, pour les MTV Music Awards Latinoamérica.

### Psicomágicoet séparation (2009–2010)
La suite de Felicidades, intitulée Psicomágico, est lancée en 2009. L'album, comme son prédécesseur, est produit par Pablo Romero et édité par EMI. Pendant la production, Pablo Romero réduit le nombre de morceaux, à l'origine de 60, à 11. La présentation de l'album s'effectue dans un auditorium de Barrio Norte.
Le 23 juin 2010, le groupe annonce sur son site officiel la fin de ses activités. Abril Sosa mène une carrière solo. En 2011, Agustín Rocino rejoint Catupecu Machu à la batterie pour remplacer Javier Herrlein, un groupe avec lequel il avait collaboré sur l'album El Número imperfecto (2004), et à plusieurs concerts.

### Retour etPostales(depuis 2012)
Après trois ans de séparation (fin 2012), Cuentos Borgeanos décide de reformer le groupe avec Abril Sosa au chant, à la basse et aux claviers, Diego López à la guitare, et Lucas Hernández à la batterie, en 2013, sans Agustín Rocino, qui est resté comme batteur de Catupecu Machu. Alejandro Crimi (basse) et Mariano Albergoli (deuxième guitare) participent aux concerts avant de devenir membres officiels, laissant Abril Sosa comme chanteur et claviériste. En avril 2014, ils sortent le single Animales, inclus dans le nouvel album Postales, produit par Adrián Sosa de Bajofondo, et sorti en mai. Le 12 octobre 2014, le groupe présente son nouvel album avec un concert au Teatro Vorterix. Les premiers jours de mai 2015, Cuentos Borgeanos lance la vidéo de Esto es amor, troisième single de leur dernier album.
Après quelques rebondissements, Diego Lopez annonce son départ du groupe en mars 2015. Mariano Albergoli quitte également le groupe. Après le départ des deux guitaristes, Germán Parise est recruté en remplacement. 

## Membres

### Membres actuels
- Abril Sosa - chant (depuis 2002), claviers (depuis 2002), guitare (2002-2010, depuis 2015), basse (2010-2013)
- Lucas Hernández - batterie, percussions (depuis 2002)
- Alejandro Crimi - basse, chœurs (depuis 2013)
- Germán Parise - guitare (depuis 2015)

### Anciens membres
- Agustín Rocino - basse, chœurs (2002-2010)
- Mariano Albergoli - guitare (2013-2015)
- Diego López Santana - guitare (2002-2015)
- Charles Fernández - claviers, samplers

## Discographie
- 2002 : Fantasmas de lo nuevo
- 2004 : Misantropía
- 2007 : Felicidades
- 2009 : Psicomagico
- 2012 : Postales[19]